# Суперкубок Польщі з волейболу серед жінок

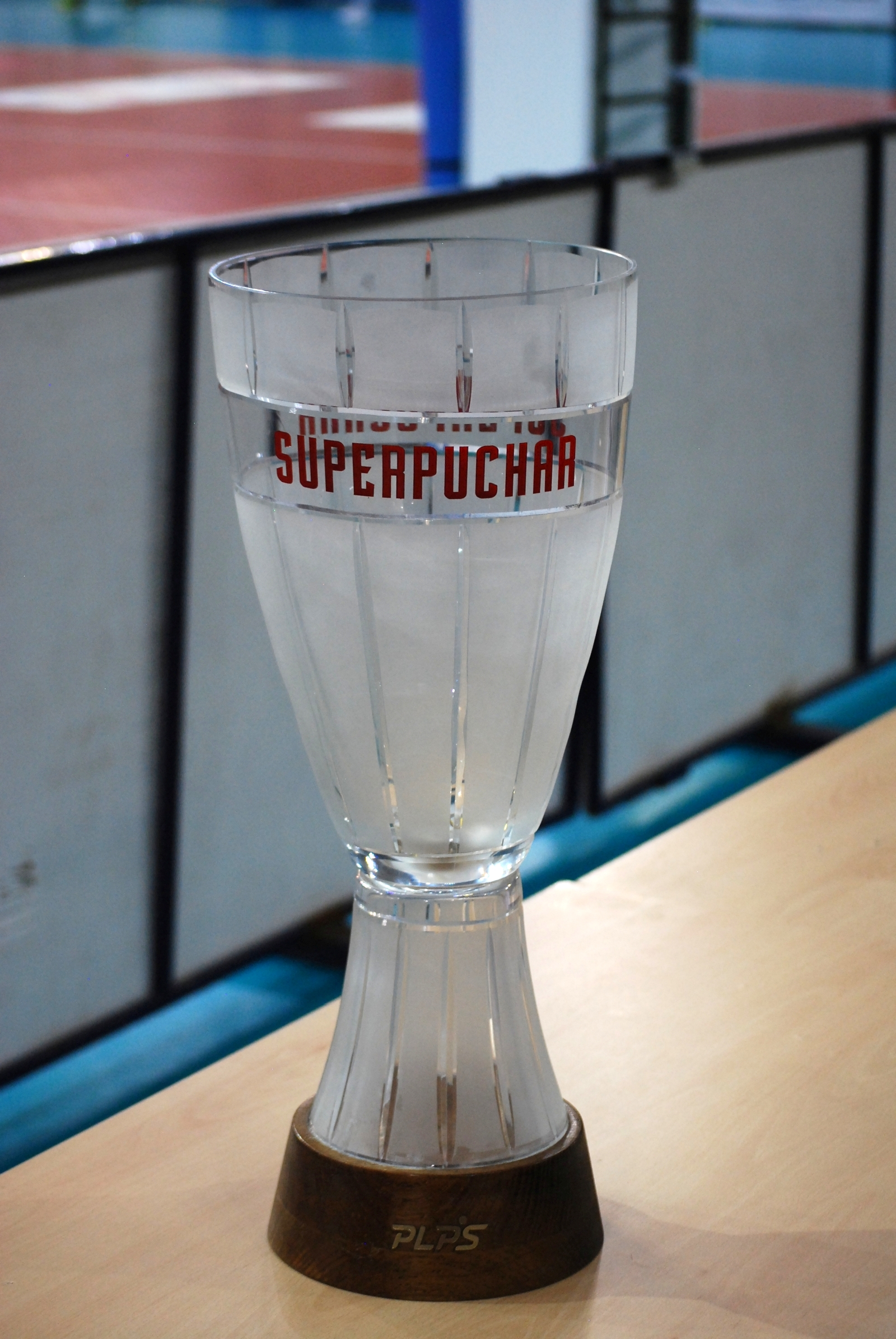
Суперкубок Польщі

Суперкубок Польщі з волейболу серед жінок — матч у якому беруть участь чемпіон Польщі і володар національного кубка з волейболу минулого сезону. Якщо одна команда святкує перемоги у двох змаганнях, то її суперник — фіналіст кубкового турніру. Ініціатором проведення суперкубка був Ришард Фронцковяк (батько волейболістки Йоанни Каптурської). Перший розіграш відбувся на початку сезону 2005/06.

## Учасники
| Рік  | Чемпіон Польщі                | Результат | Володар Кубка Польщі           | Рахунок у сетах                   | Примітки          |
| ---- | ----------------------------- | --------- | ------------------------------ | --------------------------------- | ----------------- |
| 2005 | «Віняри» (Каліш)              | 2:3       | «Палац» (Бидгощ)               | 13:25, 21:25, 25:19, 25:21, 14:16 |                   |
| 2006 | «Мушинянка» (Мушина)          | 0:3       | БКС «Алюпроф» (Бельсько-Бяла)  | 8:25, 18:25, 20:25                |                   |
| 2007 | «Віняри» (Каліш)              | 3:0       | БКС «Алюпроф» (Бельсько-Бяла)  | 25:16, 25:19, 25:20               |                   |
| 2008 | «Мушинянка» (Мушина)          | 2:3       | ПТПС (Піла)                    | 16:25, 25:19, 13:25, 25:18, 7:15  |                   |
| 2009 | «Мушинянка» (Мушина)          | 3:0       | .БКС «Алюпроф» (Бельсько-Бяла) | 27:25, 25:21, 25:13               |                   |
| 2010 | БКС «Алюпроф» (Бельсько-Бяла) | 3:1       | «Грот Будовляни» (Лодзь)       | 25:23, 23:25, 25:17, 25:18        |                   |
| 2011 | «Мушинянка» (Мушина)          | 3:0       | БКС «Алюпроф» (Бельсько-Бяла)  | 25:21, 26:24, 25:19               |                   |
| 2012 | «Атом Трефль» (Сопот)         | 0:3       | «Таурон» (Домброва-Гурнича)    | 24:26, 25:27, 12:25               |                   |
| 2013 | «Атом Трефль» (Сопот)         | 0:3       | «Таурон» (Домброва-Гурнича)    | 19:25, 23:25, 15:25               |                   |
| 2014 | «Хемік» (Полиці)              | 3:1       | «Мушинянка» (Мушина)           | 25:20, 18:25, 25:20, 25:23        |                   |
| 2015 | «Хемік» (Полиці)              | 3:0       | «Атом Трефль» (Сопот)          | 25:19, 25:20, 25:15               |                   |
| 2016 | не грали                      | не грали  | не грали                       | не грали                          |                   |
| 2017 | «Хемік» (Полиці)              | 1:3       | «Грот Будовляни» (Лодзь)       | 20:25, 25:19, 21:25, 26:28        |                   |
| 2018 | «Хемік» (Полиці)              | 2:3       | «Грот Будовляни» (Лодзь)       | 21:25, 25:20, 25:20, 18:25, 9:15  |                   |
| 2019 | ЛКС (Лодзь)                   | 0:3       | «Хемік» (Полиці)               | 21:25, 18:25, 19:25               |                   |
| 2020 | «Хемік» (Полиці)              | 1:3       | «Грот Будовляни» (Лодзь)       | 25:21, 19:25, 23:25, 22:25        |                   |
| 2021 | «Хемік» (Полиці)              | 2:3       | «Девелопрес» (Ряшів)           | 12:25, 21:25, 25:21, 25:23, 12:15 |                   |
| 2022 | «Хемік» (Полиці)              | 2:3       | «Девелопрес» (Ряшів)           | 25:22, 26:24, 16:25, 18:25, 10:15 |                   |
| 2023 | ЛКС (Лодзь)                   | 1:3       | «Хемік» (Полиці)               | 20:25, 25:20, 20:25, 17:25        | [ 2 ] [ 3 ] [ 4 ] |